# Fabio Massimo Castaldo

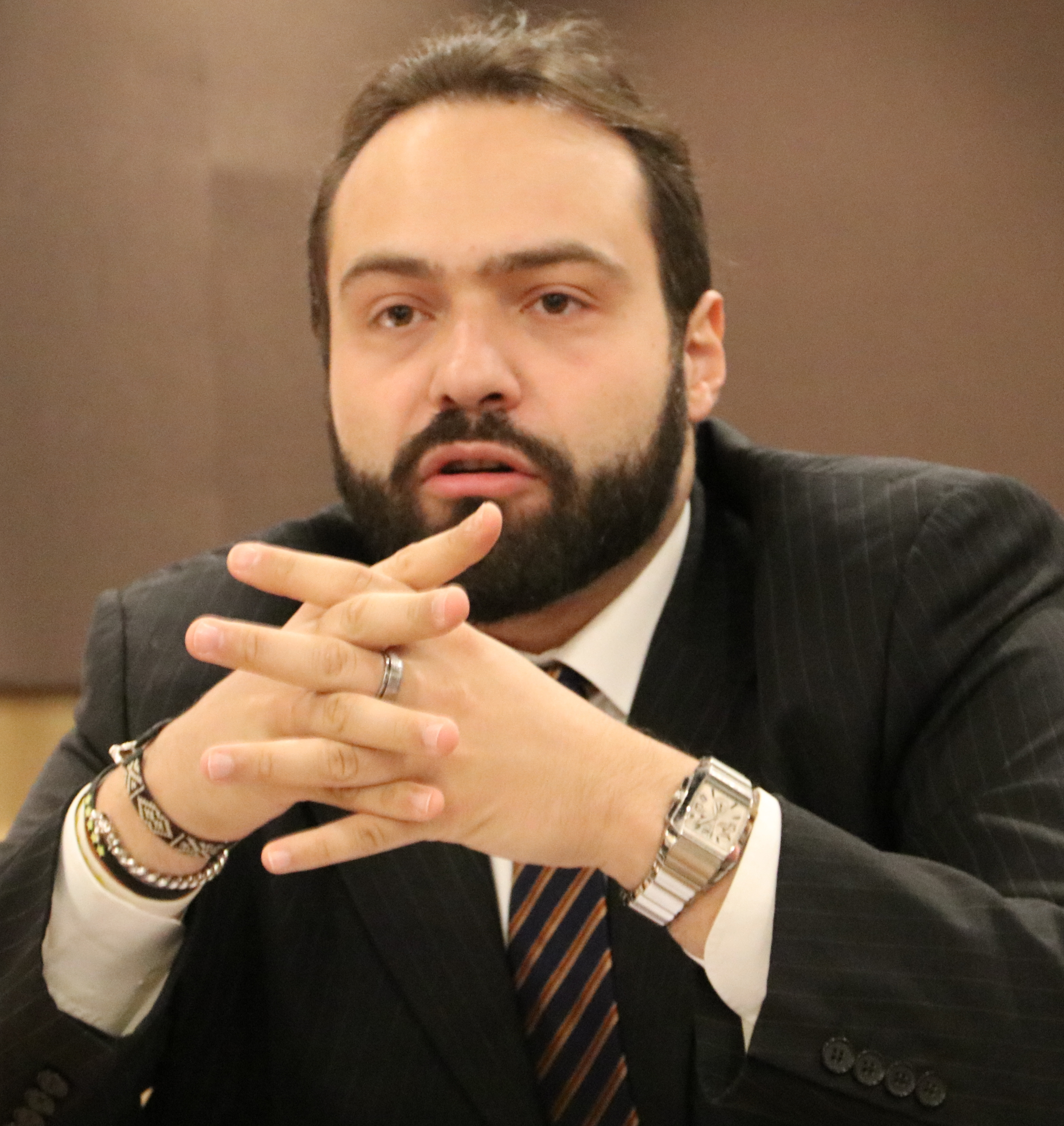
Fabio Massimo Castaldo (2016)

Fabio Massimo Castaldo (* 18. September 1985 in Rom) ist ein italienischer Politiker von Azione (bis 1. Februar 2024 MoVimento 5 Stelle). Von November 2017 bis Januar 2022 war er Vizepräsident des Europäischen Parlaments.

## Leben
Castaldo ist seit 2014 Abgeordneter im Europäischen Parlament. Dort ist er Mitglied im Ausschuss für auswärtige Angelegenheiten, Menschenrechte, Gemeinsame Sicherheit und Verteidigungspolitik, im Ausschuss für konstitutionelle Fragen, in der Delegation für die Beziehungen zu den Maghreb-Ländern und der Union des Arabischen Maghreb, in der Delegation für die Beziehungen zur Föderativen Republik Brasilien, DMER Delegation für die Beziehungen zu den Ländern des Mercosur, in der Delegation in der Parlamentarischen Versammlung der Union für den Mittelmeerraum und in der Delegation in der Parlamentarischen Versammlung Europa-Lateinamerika.